# Jukka-Pekka Saraste
Jukka-Pekka Saraste (Lahti, 22. travnja 1956.) finski je dirigent i violinist.
Glazbeno obrazovanje započeo je sviranjem violine, a dirigiranje je studirao tek kasnije na Sibelius Akademiji. Dirgiranje je studirao u istoj klasi kao i Esa-Pekka Salonen i Osmo Vänskä. Prije nego što je postao dirigentom, svirao je kao druga violina u Simfonijskom orkestru Finskog radija.
1983. su Saraste i Esa-Pekka Salonen osnovali komorni orkestar "Avanti!", koji se usavršio samo za izvođenje suvremene glazbe. 2000. Saraste je, zajedno sa Simfonijskim orkestrom Finskog radija, utemeljio i Ljetni glazbeni festival u Ekenäsu, čiji je i trenutni direktor i umjetnički voditelj. Od 1987. do 2001. bio je voditelj (šef dirigent) spomenutog finskog orkestra, s kojim je dvaput snimio sve simfonije Jeana Sibeliusa. 1987. je postao i šef dirigent Škotskog komornog orkestra, i na toj poziciji ostao do 1991. godine.
Saraste je 1994. godine postao šef dirigent Simfonijskog orkestra u Torontu. U narednim godinama, njegov mandat će obilježiti svađa oko financijskih poteškoća orkestra, nekoliko napada drugih glazbenika i neuspješnih napora za poboljšanjem akustike u Koncertnoj dvorani Roya Thomsona. Tijekom spora iz 1999. godine, Saraste je više puta ponudio da služi kao posrednik u rješenju problema. 2001. odlazi s mjesta šefa dirigenta, a u Toronto se vratio nekoliko puta zbog nastupa, ali nikad više kao šef dirigent.
Od 2002. do 2005. bio je glavni pomoćni i gostujući dirigent Simfonijskog orkestra BBC-ija. U kolovozu 2006. postao je šef dirigent filharmonije u norveškom Oslu, potpisavši ugovor o radu na 5 godina. U lipnju 2009. njegov ugovor je bio produžen do akademske godine 2012./13. Bio je umetnički voditelj i organizator Sibelius festivala u Lahtiju 2008. godine. U studenom 2008. postao je šef dirigent Kölnskog simfonijskog orkestra, s početkom rada od sezone 2010./11.

## Vanjske poveznice
- Jukka-Pekka Saraste – službena stranica